# Laephotis matroka
Laephotis matroka is een zoogdier uit de familie van de gladneuzen (Vespertilionidae). De wetenschappelijke naam van de soort werd voor het eerst geldig gepubliceerd door Thomas & Schwann in 1905.

## Voorkomen
De soort komt voor in het oosten van Madagaskar.